# فرودگاه پورتسموث (همپشیر)
فرودگاه پورتسموث (همپشیر) (به انگلیسی: Portsmouth Airport, Hampshire) یک فرودگاه همگانی با کد یاتا PME است . این فرودگاه در شهر پورتسموث کشور انگلستان قرار دارد و در ارتفاع ۲ متری از سطح دریا واقع شده است.